# Императорский университет Святого Владимира
Императорский университет Святого Владимира — бывший университет, действовавший в Киеве. Был основан 8 (20) ноября 1833 указом императора Николая I. Императором был утверждён временный устав и штатное расписание университета. Основанием для императорского указа послужило представление министра народного просвещения С. С. Уварова об основании Императорского университета Св. Владимира на базе закрытых после Польского восстания 1830—1831 годов Виленского университета и Кременецкого лицея, перенесённого в Киев. Университет Св. Владимира был вторым университетом на территории Украины после Харьковского университета, открытого в 1804 году.

## История
Торжественное открытие университета состоялось 15 (27) июля 1834 года, в день памяти святого равноапостольного князя Владимира. Первым его ректором 18 октября 1834 года приказом императора Николая I был утверждён профессор Михаил Александрович Максимович.
В первом учебном году (1834—1835) в университете работал лишь один философский факультет с двумя отделениями: историко-филологическим и физико-математическим. На первый курс были зачислены 62 студента и 28 августа 1834 года в университете начались занятия. Обряд «посвящения в студенты», в отличие от других российских университетов, был проведён по старинным рыцарским правилам и им руководил фельдмаршал, прекративший беспорядки, начавшиеся в Малороссии (Киевская, Подольская и Волынская губернии) вследствие польского восстания 1831 года, князь Ф. В. Остен-Сакен. По замыслу организаторов это посвящение выглядело как символическая передача преемственности между старым и новым поколением.
Первоначально университет располагался в скромном особняке на Печерске, но быстро стало ясно, что требуется более просторное здание. Закладка здания для университета (Красный корпус, расположенный по адресу улица Владимирская, 60) состоялась 31 июля 1837 года. Под руководством профессора архитектуры В. И. Беретти в течение 1838—1842 годов на пустынной окраине древнего Киева в стиле русского классицизма был построен университетский корпус. Главное здание университета представляет собой замкнутый корпус (длиной фасада в 145 м) с внутренним двором и несёт цвета наградной ленты ордена святого Владимира — красный и чёрный (красные стены, чёрные основания и капители колонн). Девиз этого же ордена «Utilitas, Honor et Gloria» («Польза, честь и слава» в переводе с латыни) также стал девизом университета. В 1842 году университет переехал в новое здание, где помещался до 1917 года.
Университет первоначально был учреждён в составе двух факультетов: философского (позднее разделённого на историко-филологический и физико-математический) и юридического. В первом году был открыт только философский факультет. Состав преподавателей в начале был смешанный: из Кременца были переведены профессора-поляки, к ним присоединены профессора русские и немцы. В 1838 г. польское движение привело к временному закрытию университета и увольнению или переводу профессоров и студентов польского происхождения. Число слушателей сильно сократилось; половина кафедр опустела и была замещена потом русскими или немцами. В 1841 г., взамен упразднённой виленской медико-хирургической академии, в Киевском университете был открыт медицинский факультет.
Для замещения пустовавших кафедр были командированы за границу молодые люди и приглашены преподаватели из педагогического института и других университетов. В университете началась было новая жизнь, но круто оборвалась под влиянием суровых мер 1848 г. Кафедры снова опустели, число студентов было ограничено. Согласно Высочайшему повелению от 26 января 1850 г. в университет было предписано принимать всего 300 «своекоштных», то есть обучавшихся за свой счёт, студентов (исключение было сделано только для Медицинского факультета). При этом предпочтение отдавалось тем кандидатам, которые, согласно с. 3. III тома Установления о службе гражданской имели право на вступление в гражданскую службу. Но и в тяжёлое время 1848—56 гг. университет обогатился новыми учреждениями: были построены анатомический театр и метеорологическая обсерватория, начали свою деятельность комиссии для описания губерний К. учебного округа и для разбора древних актов. С конца 50-х годов началось оживление и в Киевском университете. На процессы роста особенно повлияло введение Устава 1863. Предыдущая эпоха оставила университет в упадке, так на юридическом факультете было только 3 профессора, немногим лучше было поставлено дело и на других факультетах. В отчёте за 1862—1863 гг. слышатся жалобы на то, что многие кафедры остаются незамещёнными; профессора, за недостатком материальных средств, должны обращаться к посторонним занятиям; неподготовленность слушателей заставляет обращать лекции в гимназические уроки, учебные пособия скудны и т. п. По уставу 1863 г. в Киевском университете полагалось 58 профессоров и 31 доцент, а в университете насчитывалось только 35 профессоров и 5 адъюнктов, к тому же 12 профессоров не имели докторской степени. Для замещения кафедр университет создал институт стипендиатов (1864), принятый потом министерством народного просвещения и для других университетов. С трудом удалось заместить в первое пятилетие после введения устава большую часть кафедр на физико-математическом и медицинском факультетах; хуже стояло дело на факультете историко-филологическом, где, например, кафедра русской истории оставалась пустой в течение 8 лет. В научном отношении наиболее производительным был первый период, до 1848 г., отмеченный трудами Максимовича, Даниловича, Иванишева, Неволина, Кесслера, Миддендорфа и др.; затем учёная производительность профессоров сильна понизилась и оживилась только в 60-х годах. С этого времени (1861) начинают издаваться «Университетские Известия» и при них «Сборник сочинений студентов»; открывается ряд учёных обществ, пополняются библиотека и коллекции, которые до тех пор оставались почти в таком же виде, в каком были перевезены из Кременца и Вильно, учреждаются новые кабинеты и лаборатории, строятся здания химической лаборатории (1873) и клиник (1885).
В 1884 году университет праздновал 50-летний юбилей; происшедшие при этом студенческие волнения подали повод к закрытию университета на полгода. После открытия вновь университета был введён новый Устав 1884. К 1 января 1884 г. профессоров было 48, доцентов 19, приват-доцентов 8, прозекторов 2, астроном-наблюдатель 1, лекторов 3. К 1 января 1894 г. было: профессоров 69, приват-доцентов 32, прозекторов 6 и помощников 8, лекторов 2, астроном-наблюдатель 1, лаборантов, консерваторов, ординаторов и проч. 51. Число слушателей в университете сильно колебалось, но в общем постоянно возрастало: университет открылся при 62 студентах, в 1838 г. было 267 студентов, после закрытия университета в 1838 г. — 125, к 1860 г. — 1049; в 1863 г., вследствие польского восстания, большая часть студентов-поляков оставила университет и число студентов упало до 476; в 1871 г. — 940, в 1876 г. — 613, в 1884 г. — 1709, в 1894 г. — 2327. Наиболее многолюдны факультеты юридический и медицинский. В 1859 г. медиков было 540, втрое больше, чем юристов; с 60-х годах число юристов быстро растёт, а число медиков падает; в 1864 г. юристов вдвое больше, чем медиков; в 1870 г. их почти поровну, затем число медиков превышает юристов в 1881 г. почти в 5 раз (785 и 175). Наплыв медиков в это время был так велик, что пришлось установить комплект на 1 курс. Несмотря на это, к 1894 г. медиков было 1014. Быстро возросло в последние годы и число юристов (в 1894 г. — 932). Число филологов до введения устава 1884 г. составляло около 1/9 всех студентов (в 1883 г. — 162), затем быстро начало падать, и в 1894 г. их было только 69. На физико-математическом факультете до 1868 г. была 1/4 общего числа студентов, в 1882 г. число это уменьшилось до 1/8, а в 1894 г. их было 312 человек, то есть около 1/7, причём естественников в полтора раза больше, чем математиков, тогда как прежде математики преобладали. Сначала большая часть студентов были дети дворян (88 %); в 1883 г. дворяне составляли уже только 50 %. Для надзора за студентами в 1833 г. была учреждена должность инспектора, состоявшего в ведении ректора; впоследствии инспектор был поставлен в непосредственную зависимость от попечителя. В 1837 г. надзор за студентами был усилен; для бедных, а также для неблагонадежных своекоштных студентов было открыто особое общежитие, получившее среди студентов название «штрафгауза»; оно было закрыто в 1860 г., казеннокоштные студенты упразднены ещё в 1858 г. (число казеннокоштных студентов, по уставу 1842 г., было 150, да в «штрафгаузе» жило 40—60 студентов). В последующее время казенное содержание было заменено стипендиями, которых в 1893 г. было 101. Для помощи бедным студентам при университете существовало попечительство о недостаточных студентах (с 1869) и общество вспомоществования нуждающимся студентам (с 1881), которые выдавали ежегодно около 20 тыс. руб. пособий.
В конце XIX начале XX вв. при Киевском университете состоят: библиотека со студенческим отделом (более полумиллиона томов) и центральным архивом древних актов, 2 обсерватории — метеорологическая и астрономическая, 4 факультетских клиники, 3 госпитальных и 3 при городской Александровской больнице, анатомический театр, патологоанатомический институт, ботанический сад, 9 лабораторий и 22 кабинета. Университет издаёт ежемесячный журнал: «Университетские Известия». При университете 5 учёных обществ (историческое Нестора-летописца, естествоиспытателей, юридическое, физико-математическое и акушерско-гинекологическое).
В 1900 году студенты выступили в знак протеста против исключения из университета участников студенческого митинга, в результате которого 183 студента отдали в солдаты.
В ноябре 1910 года в Киеве состоялись бурные рабоче-студенческие демонстрации в связи со смертью Льва Толстого. Среди 107 арестованных демонстрантов — около сотни студентов. В феврале 1911 года опять состоялась всероссийская студенческая забастовка.
Накануне Октябрьской революции 1917 года в Киевском университете учились около 5300 студентов.
В 1918 году университет был закрыт и вновь открылся лишь 29 марта 1919 года.

## Ректоры Киевского университета Святого Владимира
- 1833—1834: Цих, Владимир Францович, и. о. ректора
- 1834—1835: Максимович, Михаил Александрович
- 1836-1837: Цих, Владимир Францович
- 1837-1843: Неволин, Константин Алексеевич
- 1843-1847: Фёдоров, Василий Фёдорович
- 1847—1859: Траутфеттер, Рудольф Эрнестович
- 1859—1862: Бунге, Николай Христианович
- 1862—1865: Иванишев, Николай Дмитриевич
- с 26 февраля по 7 сентября 1865: Каллиник Андреевич Митюков
- с 9 сентября 1865 по 1871: Александр Павлович Матвеев
- с 2 мая 1871 по 1875: Николай Христианович Бунге
- с 2 мая 1875 по 1878: Александр Павлович Матвеев
- с 22 сентября 1878 по 1880: Николай Христианович Бунге
- с 25 марта 1880 по 1881: Константин Матвеевич Феофилактов
- с 3 апреля 1881 по 18 февраля 1883: Иван Иванович Рахманинов
- с 16 сентября 1884 по 20 ноября 1886: Николай Карлович Ренненкампф
- с 1 августа 1890 по 12 декабря 1902: Фёдор Яковлевич Фортинский
- с 4 января 1903 по 1905: Николай Васильевич Бобрецкий
- с 6 сентября 1905 по 1917: Николай Мартинианович Цытович

- Владимир Францович Цих
- Михаил Александрович Максимович
- Константин Алексеевич Неволин
- Рудольф Эрнестович Траутфеттер
- Николай Христианович Бунге
- Николай Дмитриевич Иванишев
- Каллиник Андреевич Митюков
- Александр Павлович Матвеев
- Константин Матвеевич Феофилактов
- Иван Иванович Рахманинов
- Федор Яковлевич Фортинский
- Николай Васильевич Бобрецкий
- Николай Мартинианович Цытович